# Jean Séjourné
Pour les articles homonymes, voir Séjourné.
Jean Séjourné est un sculpteur fontainier français, mort aux galeries du Louvre à Paris en 1614.

## Biographie
Dans son inventaire après décès fait le 20 février 1614 dans son logement des galeries du Louvre où il séjourne avec sa famille, Jean Séjourné est qualifié de sculpteur et fontainier du roi. On peut suivre sa carrière à partir de quelques actes.
Il est probablement d'origine orléanaise comme le laisserait supposer une procuration de son fils Antoine Séjourné à sa femme, en 1635, concernant des biens qu'il possède à Gien. Comme il n'y a aucune mention de Séjourné dans les registres paroissiaux de Paris, il est possible qu'il soit protestant.
Il s'est établi à Rouen où il apparaît dans des documents sur des opérations immobilières qui sont indiquées à la fin l'inventaire. Il y est en 1599 quand il achète au sculpteur Nicolas Guillain une pièce de marbre pour réaliser un tombeau. Il peut s'agir de la tombe de Barbe Giffart, dame de Nonette, veuve en premières noces de Robert Le Roux, sieur de Tilly, puis mariée à Claude Groulart (1551-1607), conseiller pui président du parlement de Rouen, morte de 1er janvier 1599. Il a en effet commandé au marbrier parisien François Payquier une plaque de marbre pour graver son épitaphe. En 1607, il a reçu des héritiers de Claude Groulart la commande pour sa tombe. Le priant en marbre est encore dans son atelier à sa mort en 1614. La famille Groulart devait encore 1 200 livres à Jean Séjourné à sa mort. Les tombeaux de Barbe Giffart et de Claude Groulart se trouvaient dans la chapelle Sainte-Anne des Célestins de Rouen. Le couvent ayant été désaffecté en 1783, les tombes ont été déplacées à Saint-Aubin-le-Cauf, près de Dieppe, seigneurie du président. Elles ont été violées en 1793. Les sculptures ont été retrouvées en 1849 par l'historien Pierre Floquet dans les écuries du château. D'abord transportées dans la salle des pas perdus du palais de justice de Rouen, elles ont été finalement déposées dans la chapelle Saint-Étienne de la cathédrale de Rouen.

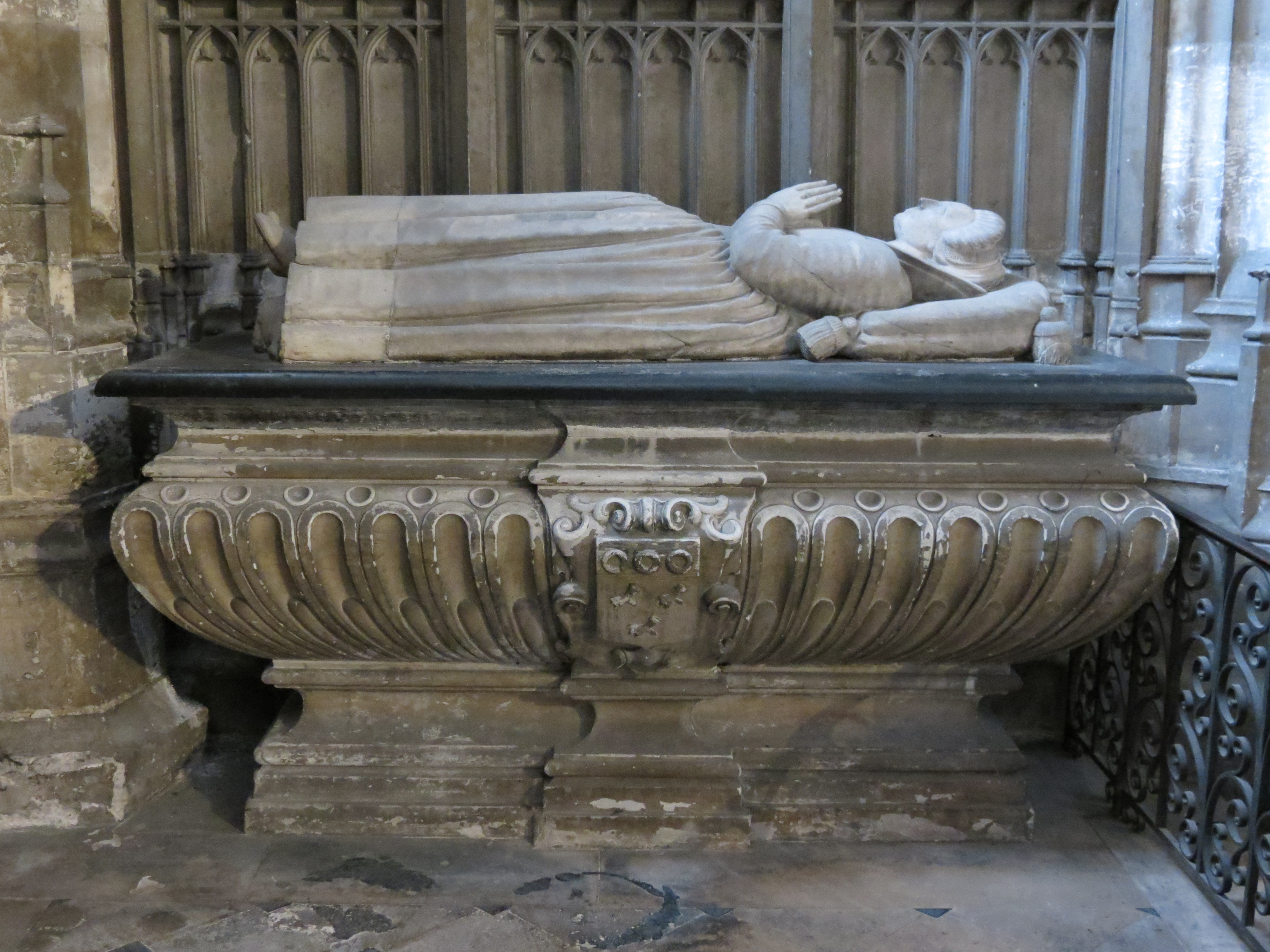
Gisant de Barbe Giffart
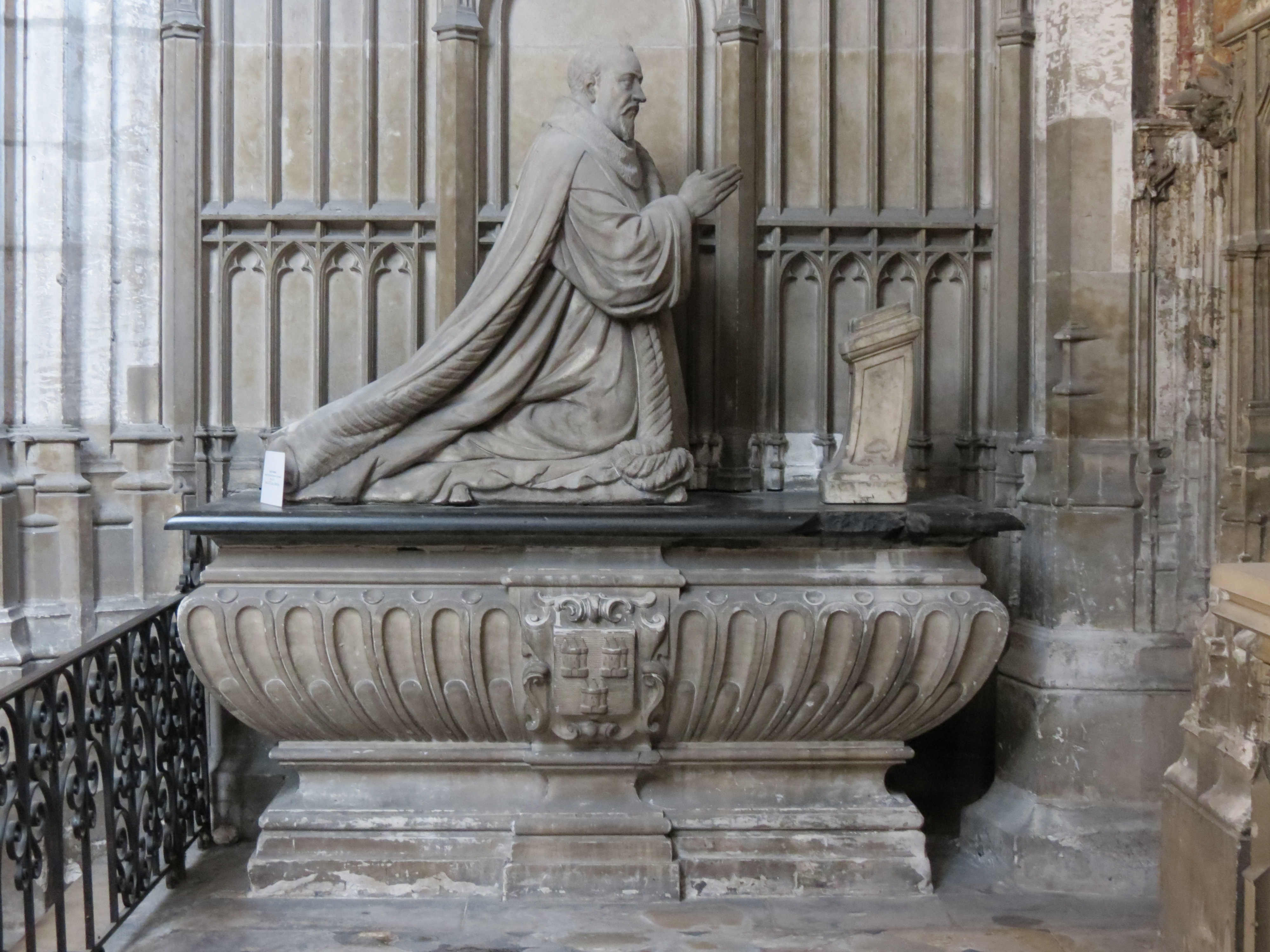
Orant de Claude Groulart

En 1602, il est à Saint-Germain-en-Laye. Il est probablement intervenu au château neuf pour lequel ont été réalisés des grottes et des canaux sous la direction de Tommaso Francini, hydraulicien florentin venu en France en 1598. Un document découvert en 1875 signale le transport à Rouen, en 1599 de coquillages  et de pierres destinées au château de Saint-Germain-en-Laye.
En 1604, il s'est installé à Paris. Une commande au marbrier François Payquier de quatre bassins en forme de coquille, deux en marbre blanc et deux en marbre blanc et rouge, ainsi qu'un bassin rond de 1 mètre de diamètre orné de masques, montre qu'il sculpte des fontaines. 

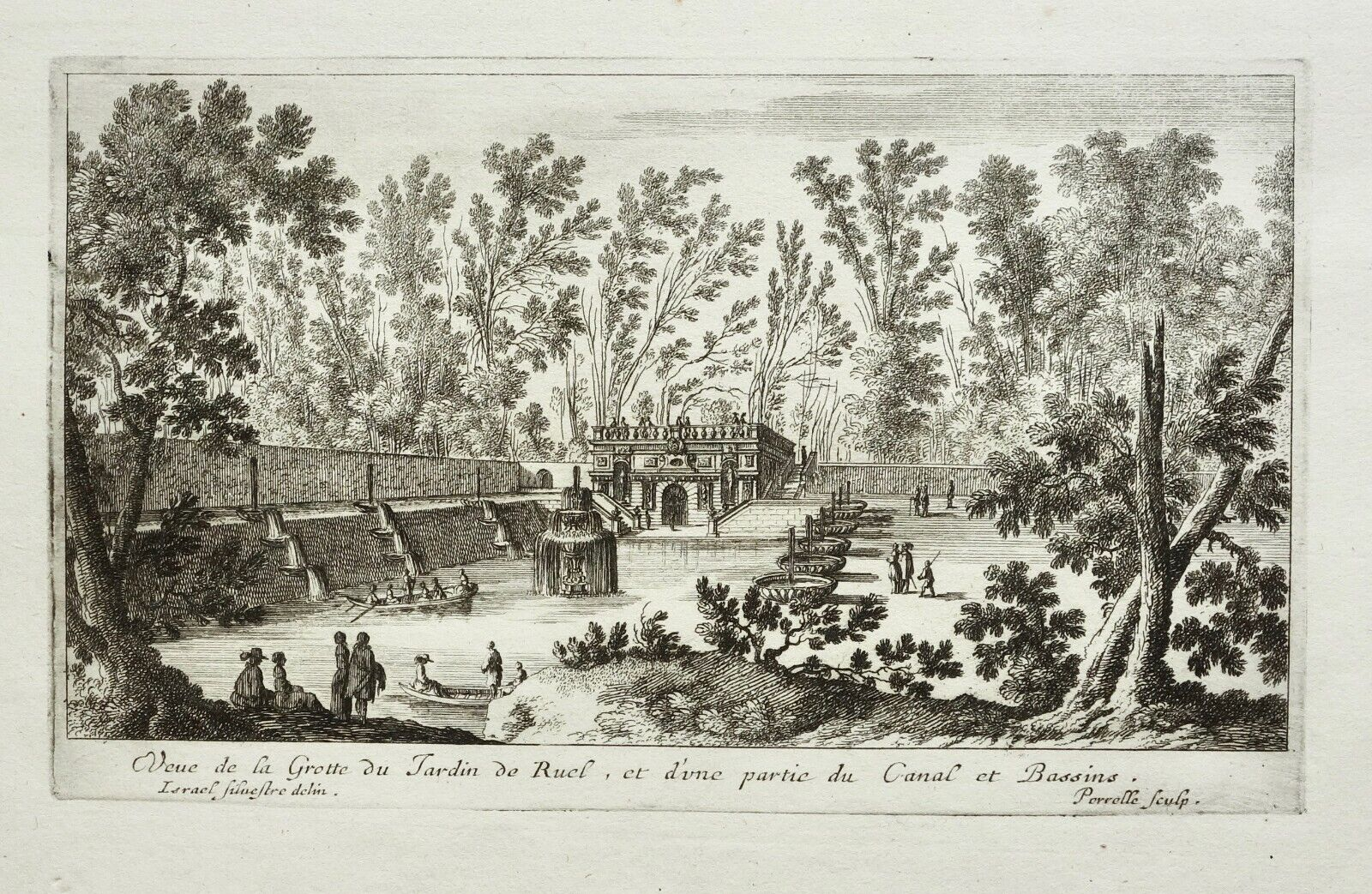
Israël Silvestrre : Vue de la grotte du jardin de Rueil

D'après un contrat daté du 4 mars 1608, Jean Séjourné a réalisé grotte pour Jean de Moisset, payeur des rentes de la Ville de Paris et fermier général des gabelles, dans sa propriété de Rueil. Ce jardin est célèbre et a été décrit par Abraham Gölnitz, vers 1631, dans Ulysses Belgico-Gallicus. Ce domaine a été acheté en 1633 par le cardinal de Richelieu. De ce domaine a été conservé la vieille grotte gravée par Israël Silvestre. Les travaux ont dû être longs à raliser car Jean de Moisset devait encore 1 200 livres à Jean Séjourné au moment de sa mort.
Jean Séjourné est donc intervenu aux grottes de Saint-Germain-en-Laye et de Rueil. Il a été un des auxiliaires spécialisés dans les décors de rocailles et de coquillages. Il a été aussi un fournisseur de matériaux d'après son inventaire après décès.
Par lettres patentes du 22 décembre 1608, Henri IV lui accorde un logement aux galeries du Louvre. Il est pourvu du titre de sculpteur-fontainier du roi. Il loge à côté de Guillaume Dupré, sculpteur et contrôleur des Poinçons et monnaies, médailleur d'Henri IV.
La partie la plus intéressante de l'inventaire est celle du grand cabinet rédigée par Pierre de Francqueville, qui a été élève de Jean Bologne, et son gendre.

## Famille
- Jean Séjourné
  - Antoine Séjourné, sculpteur et fontainier du roi, marié à Jeanne Bertin,
  - François Séjourné, peintre,
  - Madeleine Séjourné, mariée en 1612, morte jeune,
  - Guillaume Séjourné. Il a 22 ans à la mort de son père,
  - Catherine Séjourné, 16 ans à la mort de son père,
  - Jacob Séjourné, né d'un second mariage avec Marguerite Becquerer, 3 ans à la mort de son père. Il est placé en apprentissage en 1625 auprès du sculpteur Hubert Le Sueur.